# Flaminio Piana Canova
Flaminio Agostino Enrico Piana-Canova (* vor 1904; † nach 1947) war ein italienischer Flugzeugkonstrukteur, der sich in den 1930ern der Entwicklung von Fluggeräten mit extrem geringer Streckung verschrieben hatte.

## Leben
Name der Mutter Luigia Malabaila, Name des Vaters Giovanni Piana-Canova. Später hat er Patente im Bereich Beton erhalten.

## Nurflügelsegler FPC

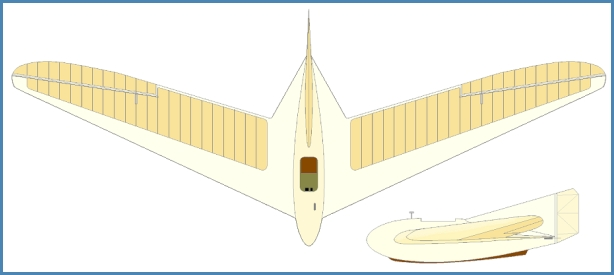
Piana Canova FPC, 1932

Piana Canova hatte zwischen 1908 und 1914 in Brasilien bereits drei konventionelle Flugzeuge gebaut, über die wenig bekannt ist.
Nach dem Ersten Weltkrieg kehrte er nach Italien zurück. Canovas erster schwanzloser Entwurf war ein rückwärts gepfeilter Nurflügel. Mit Hilfe von F. Piatelli entstand 1932 der Segler FPC. Dieser wurde von Ettore Cattaneo eingeflogen. Piana-Canova ließ sich daraufhin 1934 ein Patent auf ein Segelflugzeug mit gepfeilten Tragflächen erteilen.
Daten Piana Canova FPC
- Spannweite: 14,35 m
- Startmasse: um 250 kg

## Schulgleiter PC 100
Bereits ein Jahr später ließ sich Canova ein weiteres Patent erteilen, diesmal auf einen Gleiter mit einem rhombusförmigen Flügel. Diese, an einen einfachen Kinderdrachen erinnernde Flügelform sollte das Markenzeichen Canovas werden. Er war der Meinung, dass sich so ein Flügel mit geringstem Bauaufwand und Gewicht herstellen ließe. Nach Modellmessungen im Windkanal bei Anstellwinkeln bis zu 35° entschloss sich Canova zum Bau eines Schulgleiters mit Rhombusflügel. Sinn war es ein Fluggerät zu entwickeln, das auch bei sehr hohen Anstellwinkeln flugfähig blieb. Am 21. September 1934 flog Ettore Cattaneo den Gleiter im Windenstart ein und bestätigte ihm gute Flugeigenschaften. Es zeigte sich, dass die Überlegungen richtig waren und die PC 100 tatsächlich bis zu 35° Anstellwinkel vertrug.
Das Höhenruder befand sich am hinteren Ende des Flügels, die Querruder nahe den seitlichen Spitzen. Ansonsten entsprach der Aufbau konventioneller Schulgleiter jener Tage.

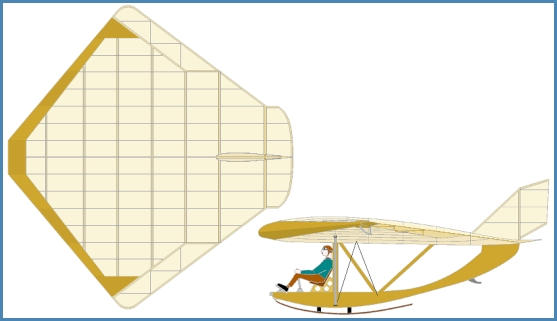
PC 100, Italien 1934

Daten PC 100
- Länge: 5,40 m
- Spannweite: 5,90 m
- Flügelfläche: 17,80 m²
- Streckung: 1,94
- Leermasse: 100 kg
- Zuladung: 75 kg

## Kunstflugsegler PC500

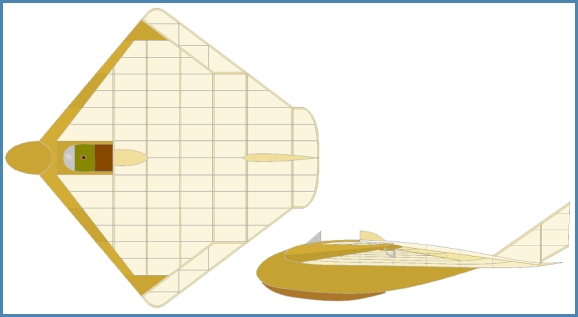
PC 500, 1935

Ermutigt durch diesen Erfolg entstand 1936 eine verbesserte Version, die kunstflugtaugliche PC 500, die einen geschlossenen tropfenförmige Rumpf hatte. Ansonsten entsprach die Flügelauslegung der des Schulgleiters. 1937 wurde das Einzelstück in ein Testzentrum der italienischen Armee verbracht, wo sie vorgeführt und auch von Sachverständigen nachgeflogen wurde. Beim Komitee zur Beurteilung des neuartigen Konzeptes stieß der Gleiter aber auf wenig Begeisterung.
Daten PC 500
- Länge: 6,40 m
- Spannweite: 6,06 m
- Flügelfläche: 17,80 m²
- Streckung: 1,94
- Leermasse: 100 kg
- Zuladung: 75 kg

## Motorflugzeug PC 140
Zeitgleich zur PC 500 baute Canova das Motorflugzeug PC 140, das durch einen kleinen 40-PS-Sternmotor angetrieben wurde.
Im Unterschied zu den Gleitern waren nun vier Steuerklappen als Junkers-Doppelflügel entlang der Flügelhinterkante angebracht. Die inneren Klappen dienten als Höhenruder, während die äußeren als Querruder fungierten. Mit der PC140 kam es zu einem Unfall, bei dem der Pilot S. Perego ums Leben kam. Daraufhin stellte Canova seine Tätigkeit als Konstrukteur ein.
Daten: PC 140
- Spannweite: 5,0 m
- Länge: 5,0 m
- Flügelfläche: 12,49 m²
- Leermasse: 159 kg
- Startmasse: 299 kg

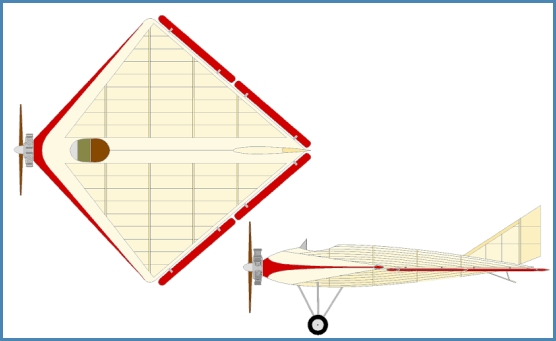
PC 140, Italien 1936

- Höchstgeschwindigkeit: 177,03 km/h
- Mindestgeschwindigkeit 64,37 km/h

## Veröffentlichungen
- in L'ala d'Italia rivista mensile di aeronautica, 1925[6]